# ويليام لورينز
ويليام لورينز (بالإنجليزية: William Lorenz)‏ هو طبيب عسكري وطبيب نفسي أمريكي، ولد في 15 فبراير 1882 في نيويورك في الولايات المتحدة، وتوفي في 19 فبراير 1958 في ماديسون في الولايات المتحدة.